# Barranca de Guadalupe
Barranca de Guadalupe är en ort i Mexiko.   Den ligger i kommunen Ayutla de los Libres och delstaten Guerrero, i den södra delen av landet, 270 km söder om huvudstaden Mexico City. Barranca de Guadalupe ligger 842 meter över havet och antalet invånare är 179.
Terrängen runt Barranca de Guadalupe är lite bergig. Runt Barranca de Guadalupe är det ganska tätbefolkat, med 58 invånare per kvadratkilometer. Närmaste större samhälle är Ayutla de los Libres, 13,1 km sydväst om Barranca de Guadalupe. I omgivningarna runt Barranca de Guadalupe växer huvudsakligen savannskog.